# Tiongo (Ouéléni)
Pour les articles homonymes, voir Tiongo (homonymie).
Tiongo est une localité située dans le département de Ouéléni de la province du Léraba dans la région des Cascades au Burkina Faso.

## Économie
Basée sur l'agriculture et de l'élevage

## Santé et éducation
Une école primaire publique de six classes ouverte en 1999-2000